# Garrulax delesserti
El charlatán de Delessert (Garrulax delesserti) es una especie de ave paseriforme de la familia Leiothrichidae nativa de la India. Es un habitante endémico de los Ghats occidentales, al sur de Goa.

## Descripción
Sus partes inferiores son pardo grisáceas oscuras, posee una máscara negra que le cubre el ojo y su garganta es blanca. Su pecho es gris mientras que su vientre y partes inferiores son rufas. Posee un prominente pico amarillo. Posee algunas similitudes con el charlatán colirrufo (Garrulax gularis) del noreste de India el cual posee una garganta amarilla. Alguna taxonomía antigua considerada a delesserti y gularis como una sola especie. Las zonas en las que habitan delesserti y gularis son extremadamente disjuntas, los especímenes en los museos se pueden distinguir porque la mandíbula inferior de  delesserti es clara a diferencia del pico de gularis que es completamente oscuro. Su cola posee una coloración uniforme y es más oscura que el dorso en delesserti mientras que la de gularis es clara con las plumas exteriores de la cola rufas. El mentón de gularis es amarillo mientras que el de delesserti es blanco.
Su nombre hace honor a Adolphe Delessert quien recolectó un espécimen de la especie en 1839 cerca de Kotagiri. Jerdon describió a la especie como Crateropus delesserti. Otra descripción fue publicada con posterioridad por Lafresnaye en 1840.

## Distribución y hábitat
Se distribuye por zonas disjuntas al sur de Goa. Su hábitat natural son los bosques subtropicales húmedos. Existen registros que indican que se reproducen desde las llanuras hasta las colinas elevadas del sur de la India. Se ha observado la presencia de la especie cerca de Goa, Castle Rock, Karwar, Dandeli, cerca de Bhatkal si bien es una especie rara en la zona norte de su territorio. También se la ha observado en el Brahmagiris, Nilgiris, y hacia el sur  en las colinas Ashambu.

## Comportamiento y ecología
La especie es sumamente gregaria y tiende a esconderse en el soto bosque. Las bandadas se componen de seis a quince individuos aunque a veces hasta cuarenta especímenes pueden agruparse. Por lo general se alimentan en el suelo dando vuelta hojas para buscar insectos, semillas y frutos del bosque. La llamada es fuerte y puede incluir chirridos agudos y cacaréos. Otras llamadas incluyen chirridos y zumbidos, algunas llamadas se asemejan a la llamada del Turdoides subrufus.
La temporada pico de reproducción es durante los monzones, abril a agosto en Kerala y julio a septiembre en Karnataka aunque pueden reproducirse en otras épocas del año. El nido es una taza desprolija construida con pastos que posee un domo. Lo construye en el sector bajo de un arbusto a menudo de la especie Strobilanthes. La puesta se compone de tres huevos. Los huevos son muy esféricos y blancos. Se ha observado que más de una pareja permanecen en cercanías del nido lo que sugiere la presencia de ayudantes del nido.